# Municipio de Rusland
El municipio de Rusland (en inglés, Rusland Township) es un municipio del condado de Wells, Dakota del Norte, Estados Unidos. Tiene una población estimada, a mediados de 2021, de 30 habitantes.
Abarca un área exclusivamente rural.

## Geografía
Está ubicado en las coordenadas 47°37′32″N 99°50′17″O / 47.62556, -99.83806. Según la Oficina del Censo de los Estados Unidos, tiene una superficie total de 91.25 km², de la cual 89.89 km² corresponden a tierra firme y 1.36 km² son agua.

## Demografía
Según el censo de 2020, en ese momento había 26 personas residiendo en la zona. La densidad de población era de 0.29 hab./km². La totalidad de los habitantes eran blancos. No había hispanos o latinos viviendo en la región.